# Virola bicuhyba
Virola bicuhyba är en tvåhjärtbladig växtart som först beskrevs av Heinrich Wilhelm Schott och Spreng., och fick sitt nu gällande namn av Otto Warburg. Virola bicuhyba ingår i släktet Virola och familjen Myristicaceae. Inga underarter finns listade i Catalogue of Life.